# فیشان
فیشان، روستایی از توابع بخش رودبارالموت شهرستان قزوین در استان قزوین ایران است.

## جمعیت
این روستا در دهستان الموت بالا قرار دارد و براساس سرشماری مرکز آمار ایران در سال ۱۳۸۵، جمعیت آن ۹۵ نفر (۳۷خانوار) بوده‌است.

## مردم
مردم فیشان همانند دیگر الموتی‌ها از قوم تات هستند و زبان‌شان تاتی است.